# Karel (langage de programmation)
Le Karel est un langage de programmation surtout utilisé dans les années 1980-1990. Il est dérivé du langage Pascal. Utilisé pour programmer les robots Fanuc, il est un atout indispensable lors de l'intégration de cellules robotisées (par exemple dans un atelier robotique industriel flexible).